# Flavius Daniliuc
Flavius David Daniliuc, född 27 april 2001 i Wien, är en österrikisk fotbollsspelare som spelar för Red Bull Salzburg och Österrikes herrlandslag i fotboll.